# Diaphananthe trigonopetala
Diaphananthe trigonopetala är en orkidéart som beskrevs av Rudolf Schlechter. Diaphananthe trigonopetala ingår i släktet Diaphananthe och familjen orkidéer.
Artens utbredningsområde är Kamerun. Inga underarter finns listade i Catalogue of Life.